# محمد دين محمد
محمد دين محمد هو رسام ماليزي، ولد في 24 مايو 1955 في Durian Tunggal ‏ في ماليزيا، وتوفي في 2007 في سنغافورة.